# 訊息傳遞 (生物)

哺乳动物主要信号转导通路的简化概要图。

訊息傳遞（英語：signal transduction）又稱訊息傳導、讯息传递，是化学或物理信号（訊息）通过一系列分子转变及传递至细胞的过程，最常见的是蛋白激酶催化的蛋白质磷酸化，最终导致细胞反应。
负责检测刺激的蛋白质通常称为“受体”，但依语境有时称“传感器”。受体与配体结合（或信号传感）引起的变化产生信号级联（signaling cascade），其为沿信号传导途径的生物化学事件链。当信号通路彼此相互作用时，它们形成网络，通常通过组合信号传导事件来协调细胞反应。在分子水平上，此类反应包括基因转录或翻译的变化，蛋白质的翻译后和构象变化，以及它们的位置变化。这些分子事件是控制细胞生长，增殖，代谢和许多其他过程的基本机制。在多细胞生物中，信号转导途径已经进化到以多种方式调节细胞通讯。
信号通路的每个组件（或节点）根据其相对于初始刺激所起的作用进行分类。配体被称为第一信使，而受体是信号传感器，然后激活初级效应器。这种效应器通常与第二信使相关联，第二信使可以激活次级效应器，等等。根据节点的效率，可以放大信号（称为信号增益的概念），这样一个信号分子就可以产生涉及数百个到数百万个分子的响应。与其他信号一样，生物信号的转导的特征是延迟，噪声，信号反馈和前馈和干扰，其范围可以从可忽略到病态。随着计算生物学的出现，信号通路和网络的分析已经成为理解细胞功能和疾病的重要工具，包括发信号通知对获得性耐药性反应的重新布线机制。

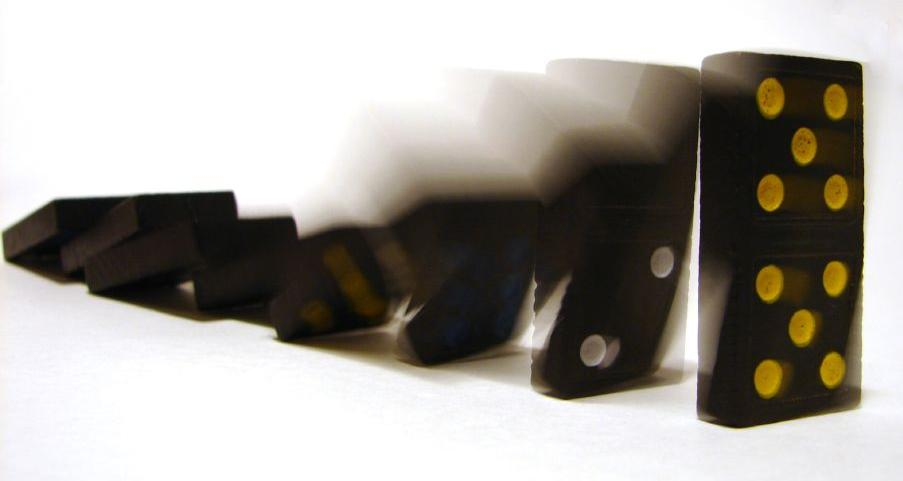
多米诺级联是信号转导级联的日常生活类比.

## 刺激

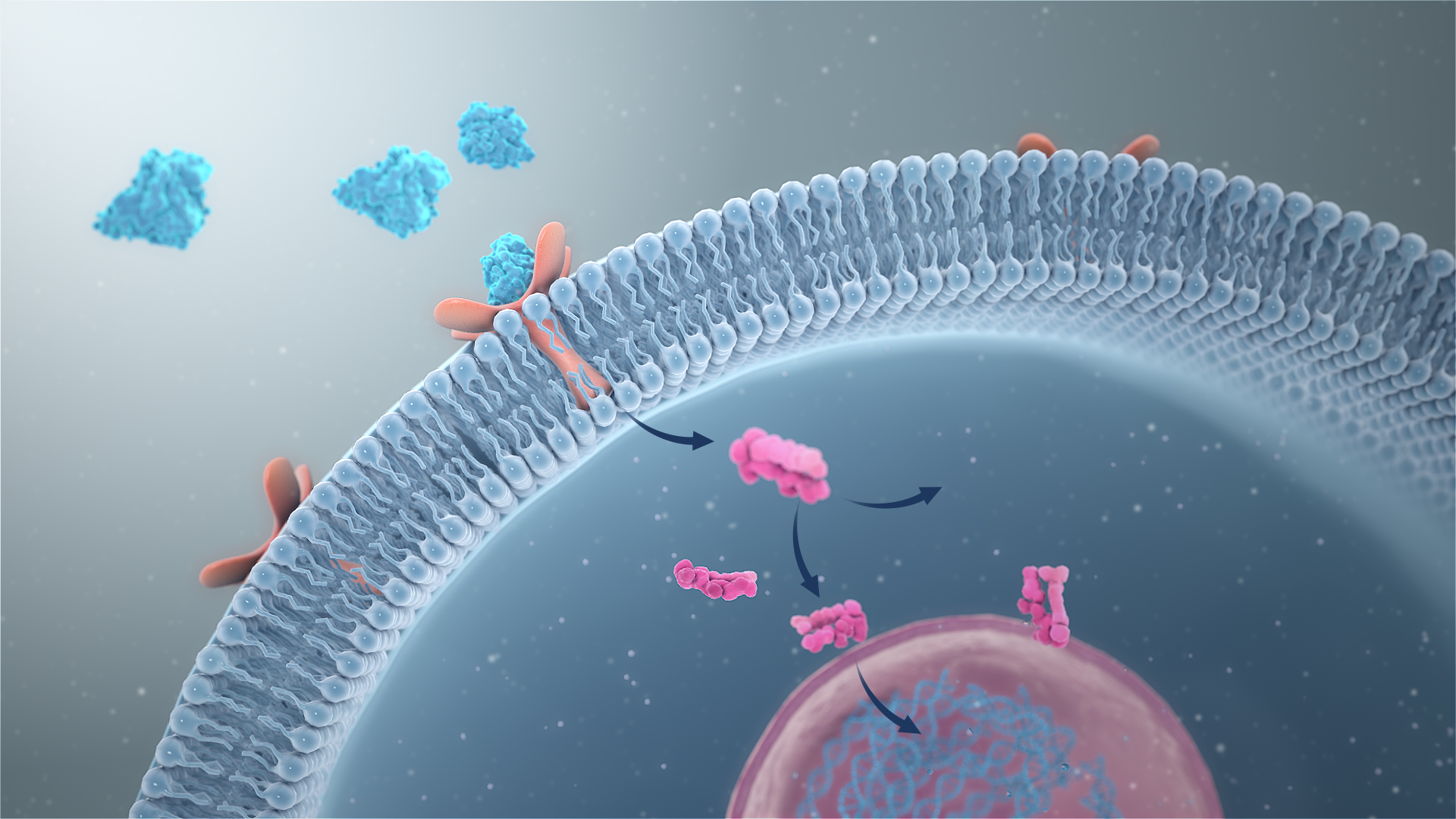
3D 醫學動畫仍然顯示信號轉導。

信號轉導的基礎是將某種刺激轉化為生化信號。 這種刺激的性質可以有很大的不同，例如細胞外的信號（例如EGF的存在）以及細胞內的事件（例如複製性端粒磨損導致的DNA損傷）都屬於刺激。  傳統上，到達中樞神經系統的信號被歸類為感官感覺。 這些在稱為突觸傳遞的過程中從一個神經元傳遞到另一個神經元。 許多其他細胞間信號傳遞機制存在於多細胞生物中，例如控制胚胎發育的那些。

## 受體
受體大致可分為兩大類：細胞內受體和細胞外受體。

## 第二信使
第一信使是从细胞外液到达细胞并与其特定受体结合的信号分子（激素、神经递质和旁分泌/自分泌剂）。 第二信使是进入细胞质并在细胞内起作用以触发反应的物质。 实质上，第二信使充当从质膜到细胞质的化学中继器，从而进行细胞内信号转导。

## 参阅
- 信号转导接头蛋白
- 支架蛋白質
- 细胞信号传送
- 代謝途徑
- 蛋白質交互作用